# Porsche Boxster
Porsche Boxster — родстер компании Porsche с шестицилиндровым оппозитным мотором, расположенным продольно в центре.
По версии журнала Auto Bild, публикующем ежегодные рейтинги надёжности автомобилей в ФРГ AUTO BILD TÜV-Report, Porsche Boxster стал самым надёжным автомобилем среди легковых автомобилей в 2008 году в 2-х возрастных группах: от 4 до 5 и от 8 до 9 лет.

## Porsche 986
Модель первого поколения появилась в 1996 году, и была своеобразной преемницей модели Porsche 944. На машину был установлен мотор объёмом 2.5 литра мощностью 204 л.с. В машине было использовано 20-30 % деталей от старшей модели 911 (кузов 996), в том числе элементы кузова и салона. В 2000 году появилась модификация Porsche Boxster S, главным отличием которой стал мотор объёмом 3.2 литра мощностью 252 л.с. По заказу можно было установить съёмную жёсткую крышу (её назвали Speedster в честь славной модификации машины Porsche 356).

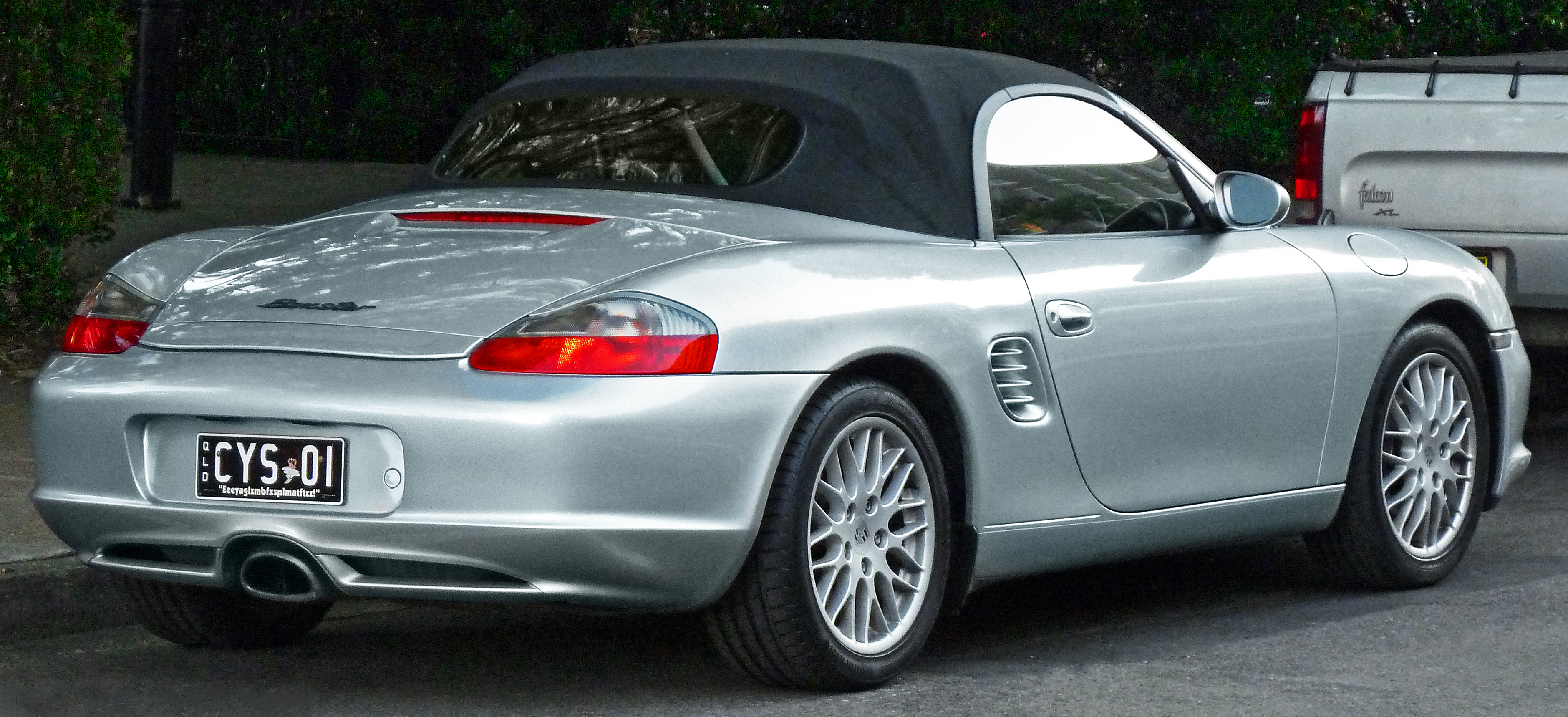
(вид сзади)

## Porsche 987
В 2005 году на смену пришла модель нового поколения. У новой машины были переработаны моторы (мощность модификации Boxster увеличилась на 25 л.с., а Boxster S на 43 л.с, доработано шасси, а также изменён дизайн кузова и салона. Чуть позже появился автомобиль Porsche Cayman который конструктивно во многом повторяет Porsche Boxster, но имеет кузов купе, и позиционируется как отдельная модель. Несмотря на новый индекс, новая модель имеет 20% общих деталей от предыдущей модели 986.

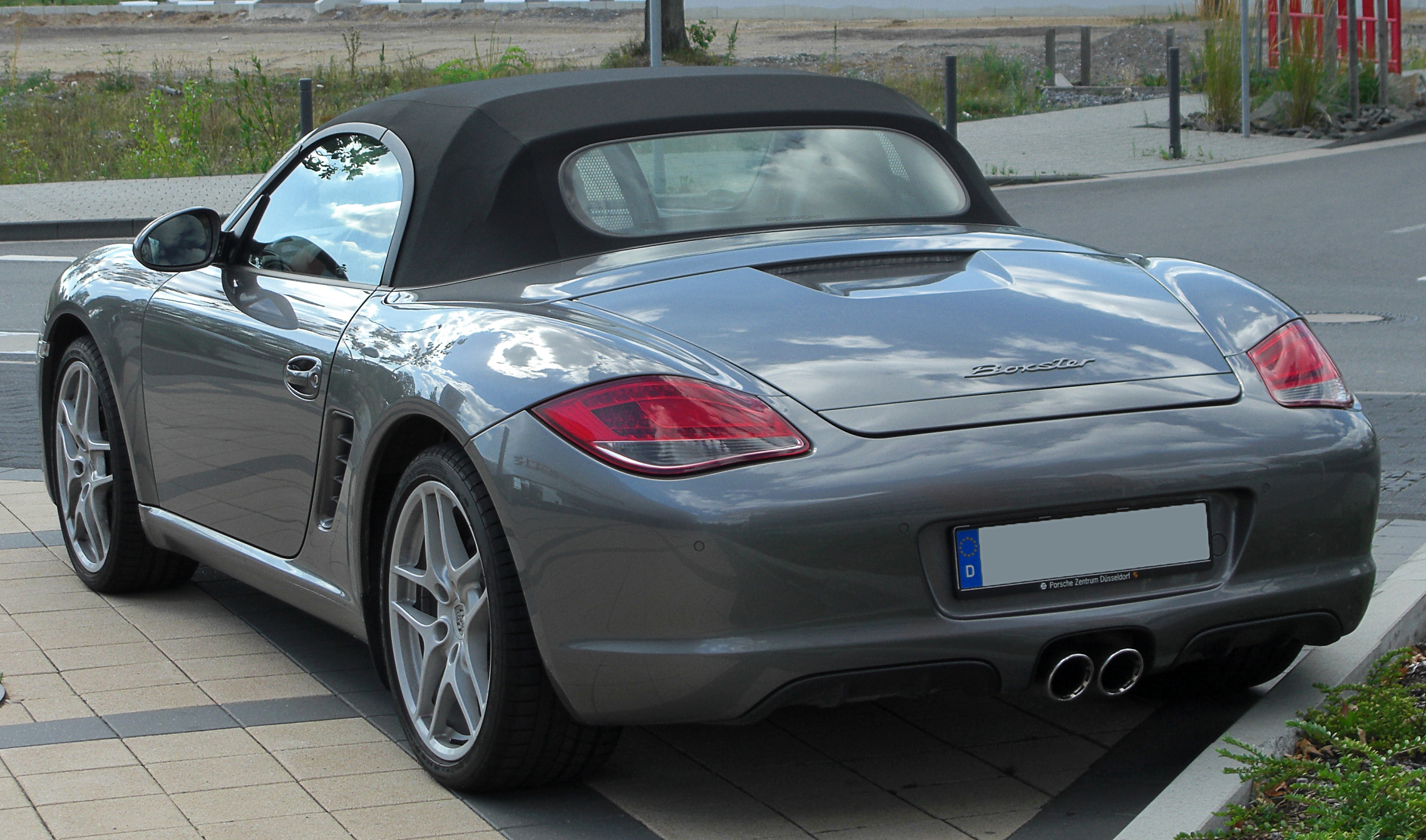
(вид сзади)

## Porsche 981
Третье поколение среднемоторного родстера Porsche Boxster было впервые показано 12 января 2012 года на их официальном сайте. Porsche показал новый внешний вид автомобиля, новый дизайн, схожий с 911 (991) и 918, а также получил двигатель и коробку передач от них. Позже модель была представлена на Женевском автосалоне-2012. Базовая модель будет иметь двигатель 2,7 литра с механической коробкой передач или PDK, а модель S будет иметь 3,4-литровый двигатель с теми же коробками передач. Porsche также объявил, что новое поколение Boxster обеспечит экономию топлива, потребляя на 15 % меньше по сравнению с предыдущей моделью.

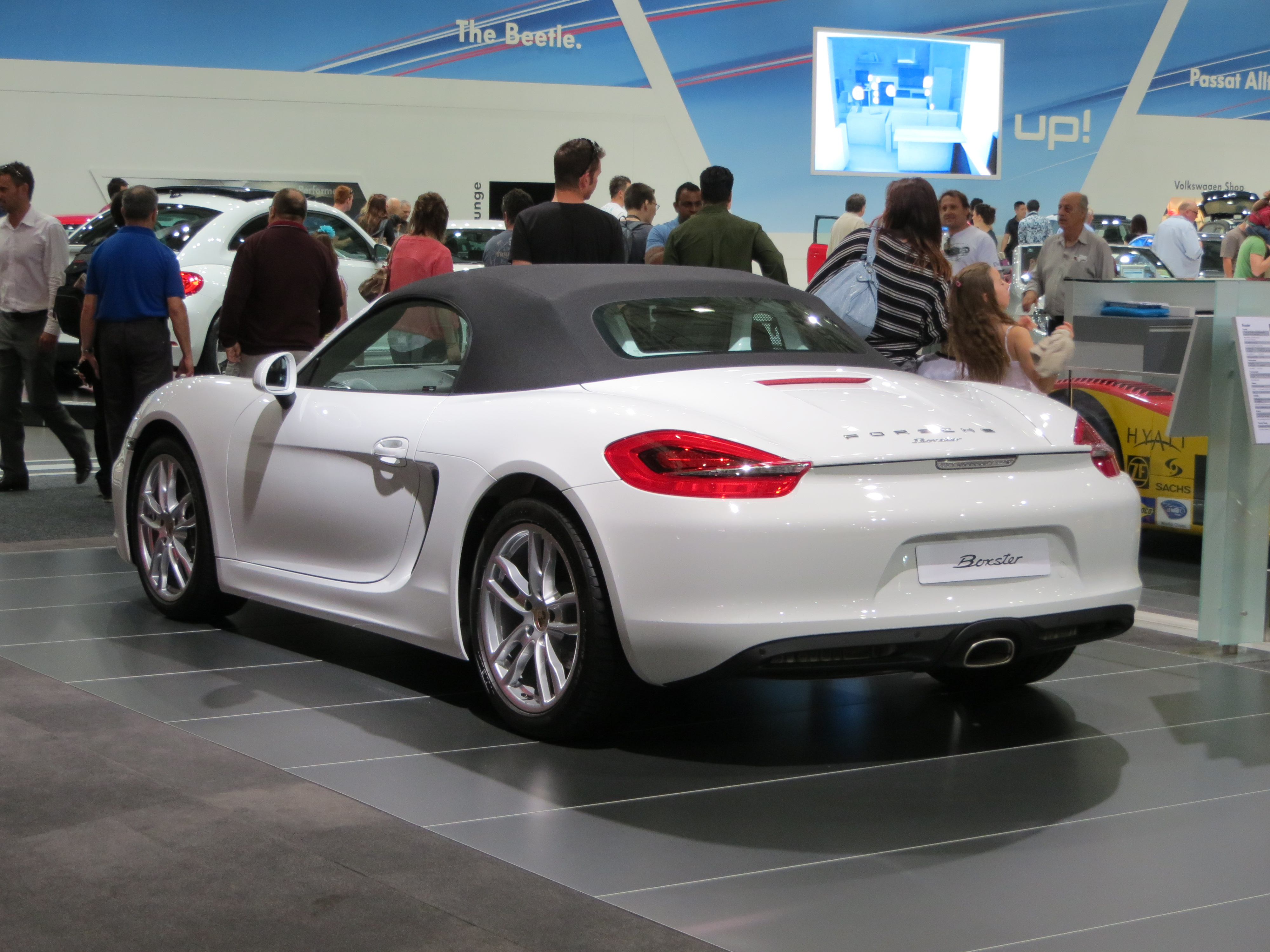
(вид сзади)

## Porsche 718 (982)
Новое поколение было анонсировано в декабре 2015 года. Компанией решено переименовать его в честь знаменитого гоночного автомобиля Porsche 718, выпускавшегося с 1957 по 1962 год и, как и новая модель, имевшего четырёхцилиндровые двигатели. Спустя неделю были опубликованы двигатели объёмом 2, 2,5 литра. Коробок передач 2: 6-ступенчатая механика и 7-ступенчатый робот. Позже было добавлено, что новые двигатели будут турбированными взамен атмосферных, так как у них больше отдача. Кроме того, были показаны изображения нового поколения, перечислено его оснащение и заявлено начало производства - лето 2016 года.

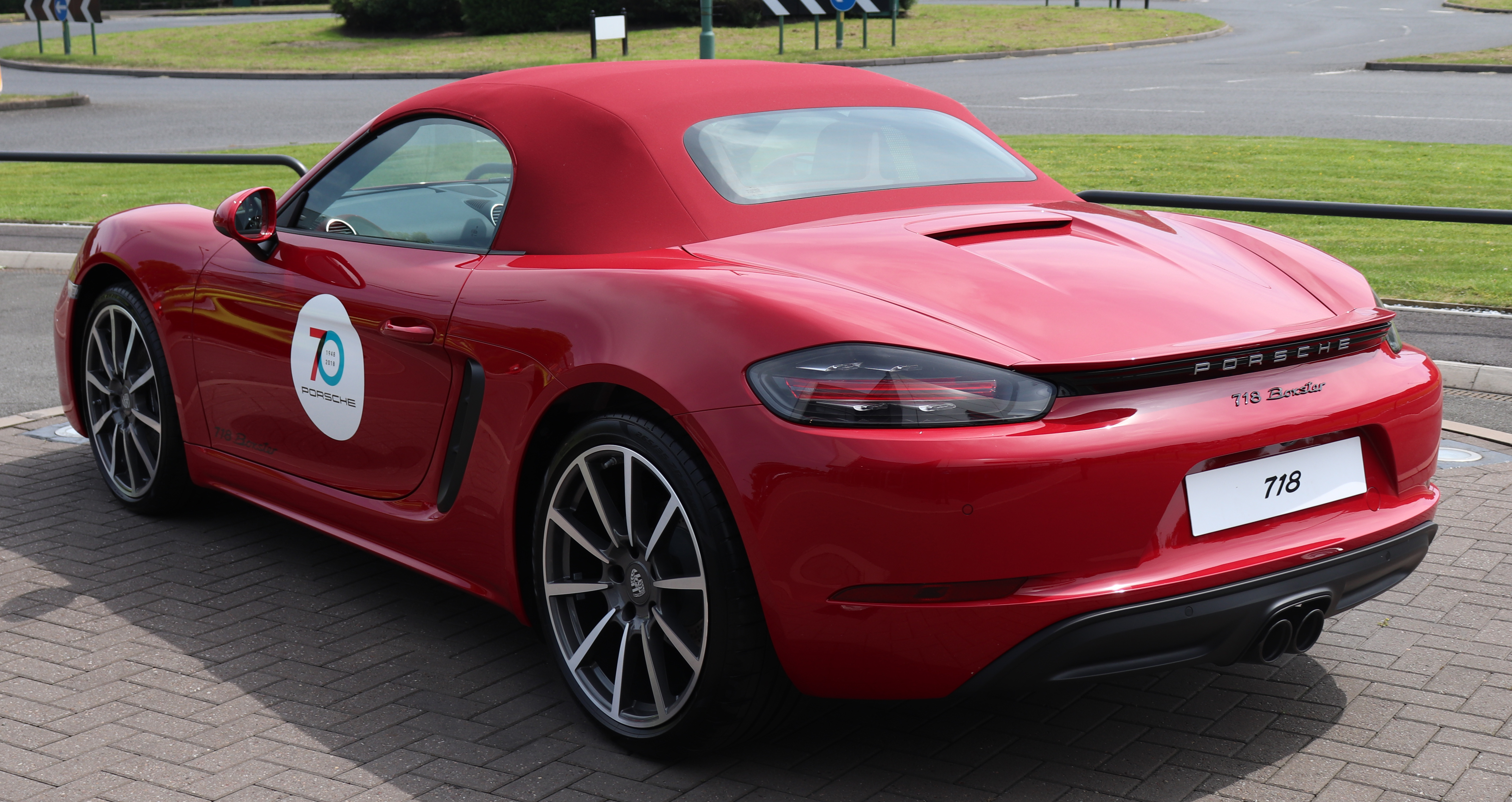
(вид сзади)